# Seymour Island (Nunavut)
Seymour Island ist eine unbewohnte Insel im Territorium Nunavut, Kanada. Sie gehört zu den Königin-Elisabeth-Inseln im Nordpolarmeer.
Die nur 2,5 Kilometer lange Insel liegt etwa elf Kilometer nördlich von Helena Island. Sie ist sehr flach und besitzt mehrere Süßwasserteiche. Ihre Vegetation ist spärlich und besteht hauptsächlich aus Moosen und Flechten. Die Insel ist fast ganzjährig von Meereis umschlossen, Polynjas in der Penny Strait bieten hier nistenden Vögeln aber Zugang zu offenem Wasser und damit Nahrung.
Seit 1975 umfasst ein 54 km² großes Vogelschutzgebiet, das Seymour Island Bird Sanctuary, sowohl die Insel als auch das angrenzende Meeresgebiet im Umkreis von zwei Meilen. Von BirdLife International wird es als Important Bird Area (NU045) ausgewiesen wird. Neben Ringelgänsen, Schneeeulen, Kolkraben, Schmarotzerraubmöwen, Falkenraubmöwen, Spatelraubmöwen, Thayermöwen und Eismöwen brüten auf der Insel 100 bis 125 Paare der seltenen Elfenbeinmöwe. Eisbären sind auf Seymour Island häufig anzutreffen, Polarfüchse und Polarwölfe dagegen nur selten.